# Diakonissenanstalt Dresden
Die Ev.-Luth. Diakonissenanstalt Dresden e. V. ist ein Diakonissenhaus in der Äußeren Neustadt in Dresden zwischen Bautzner Straße und Holzhofgasse. Sie gehört zu den ältesten Diakonissenanstalten Deutschlands und wurde 1965 das 36. Mitglied der Nagelkreuzgemeinschaft von Coventry.

## Geschichte

### Von der Gründung bis 1933

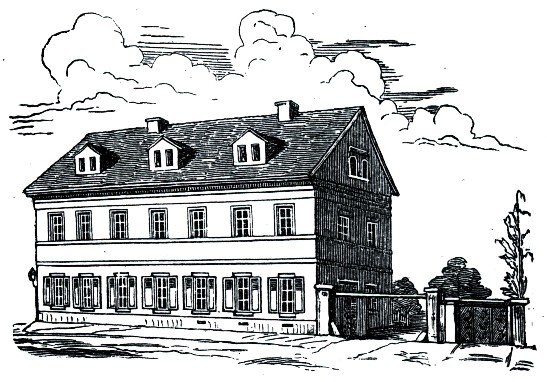
Das erste Diakonissenhaus auf der Böhmischen Gasse.

Die Diakonissenanstalt wurde von den vier adeligen Frauen: Wilhelmine von Brause, Freifrau Henriette Dorothea von Wirsing, Ulrike von Leipziger und der Gräfin Charlotte Louise von Hohenthal ins Leben gerufen. Rat holte man sich unter anderem bei Theodor Fliedner, Pfarrer der Kaiserswerther Diakonie, nach deren Muster die Dresdner Diakonissenanstalt schließlich auf der Böhmischen Gasse 13 (heute Nr. 30) in der Antonstadt entstand. Fliedner weihte das neue Gebäude am 19. Mai 1844 ein und stellte zwei Schwestern seiner Diakonie für die Dresdner Anstalt frei. Das erste Gebäude der Dresdner Diakonissenanstalt war ein eingeschossiges Haus, in dem sechs Krankenbetten Platz hatten. Im Jahr 1855 erfolgte die erste Schwesterneinsegnung.
In der Dresdner Neustadt lebten damals die sozial schwächsten Bevölkerungsschichten. Da auf der Neustädter Seite kein Krankenhaus existierte, wurde die Diakonissenanstalt bald zur zentralen Anlaufstelle für die Kranken. Der Erstbau der Diakonie war bereits 1846 zu klein geworden, sodass die Diakonissenanstalt das bebaute Schenksche Grundstück am heutigen Standort erwarb. Am 3. Oktober 1846 bezog die Anstalt die neuen Räume.
Der Ruf der Diakonissenanstalt als wohltätige Einrichtung gelangte bis 1856 sogar in Reiseführer der Stadt Dresden. Friedrich Gottschalck fasste die Arbeit der Diakonissenanstalt in seinem Stadtführer Dresden, seine Umgebungen und die sächsische Schweiz zusammen:

„Die protestantische Diakonissenanstalt, Bautzner Straße 38 u. 39. Sie wurde 1844 errichtet, steht unter der Leitung von drei achtbaren Frauen, und verfolgt dieselben Zwecke, welche in katholischen Ländern die des Ordens der barmherzigen Schwestern sind: Kranke beiderlei Geschlechts, ohne Rücksicht auf Konfession, gegen geringe Vergütung oder unentgeltlich zu verpflegen, auch in Privathäusern auf Verlangen solche Verpflegung zu übernehmen. Die Leitung der Pflege und ärztliche Behandlung besorgen drei Aerzte umsonst. Erkrankten Fremden ist sie zur Benutzung zu empfehlen.“

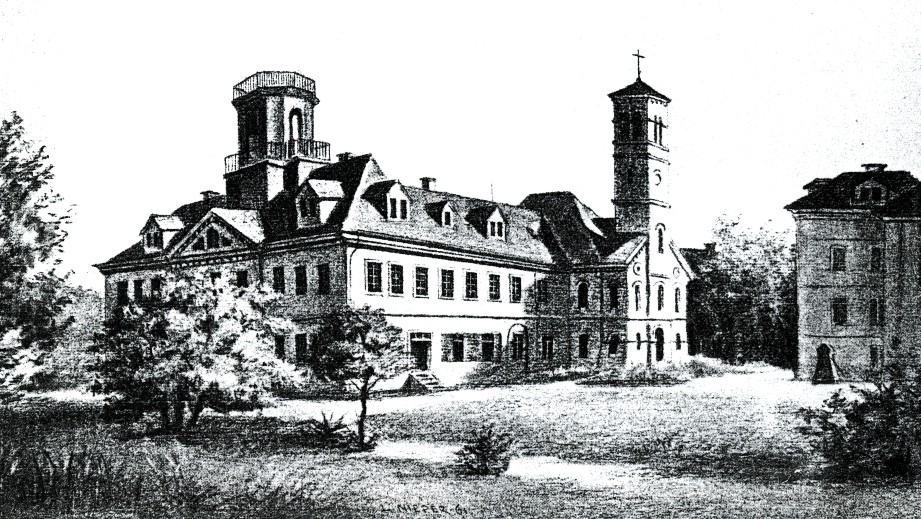
Die Diakonissenanstalt auf der Bautzner Straße im Jahr 1863.

Im Jahr 1856 wurde Pastor Heinrich Fröhlich Leiter und erster Rektor der Einrichtung. Seine Frau Hedwig, die zuvor in der Diakonie Kaiserswerth tätig gewesen war, wurde Oberin der Schwesternschaft. Im selben Jahr begann der Bau der Anstaltskirche im Turmhaus, der ein Jahr später geweiht wurde.
Erste Tochteranstalten wurden auch aufgrund fehlender Erweiterungsmöglichkeiten auf dem Mutterhausgelände ab 1863 eröffnet. Die erste Tochteranstalt wurde 1863 die Diakonissenanstalt Bethesda in Niederlößnitz, das erste Siechenhaus Sachsens. Untergebracht wurden hier sowohl geistig als auch körperlich behinderte Menschen, aber auch Altersschwache und Epileptiker. Im Jahr 1864 entstand in unmittelbarer Nachbarschaft zum Siechenhaus das Magdalenenasyl „Talitha kumi“ als „Besserungsanstalt für sittlich gefährdete junge Frauen“. Das Magdalenenasyl benannte man später nach der Frau von Pastor Fröhlich in „Hedwig-Fröhlich-Haus“ um. Im Jahr 1937 musste das Haus aufgegeben werden. Im Jahr 1865 wurde, ebenfalls in der Niederlößnitz, das Luisenstift übernommen und von 1868 bis 1870 neu gebaut. Es entstanden zudem Erholungshäuser in Graal-Müritz, Bärenfels und Bad Oppelsdorf. Letzteres fiel am Ende des Zweiten Weltkriegs den Bomben zum Opfer. Zudem entstand in Radebeul 1892 die „Marienschule“, die 1926 offiziell als Gewerbliche Fachschule für Hausangestellte und Krankenpflegerinnen anerkannt wurde. Ein Schwestern-Erholungsheim wurde mit dem Haus Salem 1920 in der Niederlößnitz eingeweiht. Im Jahr 1897 eröffnete die Diakonissenanstalt eine Filiale in Zwickau. Partnermutterhaus der Dresdner Diakonissenanstalt war seit der Gründung 1854 die Diakonissenanstalt Neuendettelsau bei Nürnberg.
Während des Ersten Weltkriegs arbeiteten die Diakonissen in Lazaretten, bzw. nahmen ihren Dienst in Indien und Tansania auf. Im Jahr 1927 waren in der Dresdner Diakonissenanstalt 761 Diakonissen tätig, die von 198 Anwärterinnen in ihrer Arbeit unterstützt wurden. Bis zum Jahr 1934 stieg die Zahl der Schwestern auf insgesamt 1031 an. Im Jahr 1928 erwarb die Diakonissenanstalt Grundstücke gegenüber dem bis 1893 neu gebauten Krankenhaus. In die Kuppelvilla, die 1945 zerstört wurde, zog die 1927 gegründete, staatlich anerkannte Krankenpflegeschule der Anstalt ein. Das „Schwanenhaus“ auf dem gleichen Grundstück erwarb die Anstalt 1928 und nutzte es als Altenheim für betagte Schwestern.

### Die Diakonissenanstalt von 1933 bis 1945
Ausführliche Zeugnisse über die Diakonissenanstalt während der Zeit des Nationalsozialismus gingen bei der Zerstörung der Anstalt 1945 verloren bzw. wurden nachträglich vernichtet. Aus den wenigen erhaltenen Schriften wird deutlich, dass der Glauben der Anstaltsleitung, auch nach 1933 seine Arbeit fortsetzen zu können, bald zerstört wurde. Obwohl sich die Dresdner Diakonissenanstalt nicht in den Kirchenkampf einmischte, „stand [sie] innerlich … auf Seiten der Bekennenden Kirche.“ Die „Braunen Schwestern“ der NS-Schwesternschaft ersetzten in den meisten Städtischen Krankenhäusern die dort tätigen Diakonissen, und die Ausbildung in der Krankenpflegeschule musste sich nach 1933 an den Richtlinien der staatlichen Einrichtungen orientieren. Einrichtungen wie das Magdalenenasyl wurden beschlagnahmt und mussten so aufgegeben werden. Das Luisenstift in Radebeul wurde an den Staat zwangsverkauft. Andere Einrichtungen wie „Bethesda“ oder die Marienschule in Radebeul wurden 1937 zu Lazaretten umfunktioniert. Ein Teil der in „Bethesda“ untergebrachten Menschen mit Behinderung fiel dem Euthanasieprogramm der Nationalsozialisten zum Opfer. Wenige, vor allem jüngere Bewohner der Heime überlebten durch den Einsatz der Diakonissen die Zeit des Nationalsozialismus. Die Diakonissen „flüchteten mit ihnen in abgelegene Orte und kleine Häuser – nach ‚Haus Böhme‘ in Dresden-Loschwitz, einem abseits liegenden Erholungshaus der Diakonissenanstalt, und in die kleinen Einrichtungen der Inneren Mission in Kemnitz bei Löbau und Oppach in der Oberlausitz. Auf diese Weise konnten einige Menschen mit Behinderung vor dem Tod gerettet werden.“ Wie „Bethesda“ und die Marienschule diente auch das Diakonissenkrankenhaus ab 1939 als Lazarett, blieb jedoch im Gegensatz zu anderen Einrichtungen im Besitz der Diakonissenanstalt. Die Mitarbeiterinnen unterstanden jedoch der Wehrmacht.

### Von 1945 bis zur Gegenwart

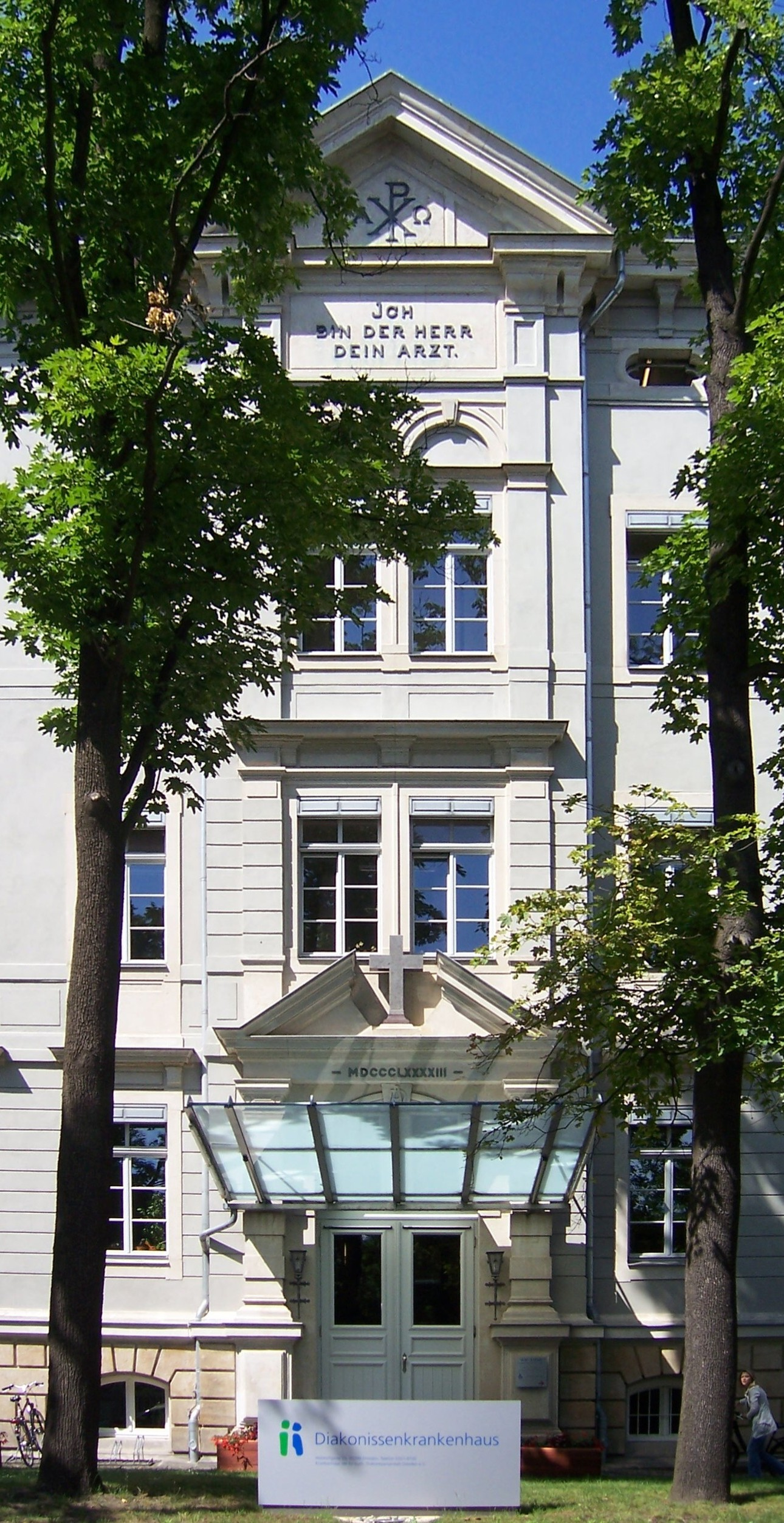
Haupteingang zum Diakonissenkrankenhaus

Bei den Luftangriffen auf Dresden im Februar 1945 wurden über 75 % aller Gebäude der Diakonissenanstalt zerstört, Menschen kamen jedoch nicht zu Schaden. Das „Schwanenhaus“ brannte kurz nach Kriegsende durch Brandstiftung vollständig aus. Bereits 1945 wurde der Betrieb in den wenigen erhaltenen Gebäuden wieder aufgenommen. Das Krankenhaus war zu 60 % zerstört worden und verfügte zu diesem Zeitpunkt über 45 Betten. Die Diakonissenhauskirche erlitt ebenfalls starke Schäden. Zunächst erfolgten ausschließlich Sicherungsarbeiten und die Schuttberäumung, ein Wiederaufbau wurde von der Anstaltsleitung als „nicht günstig, wenn nicht gar gefährlich“ eingeschätzt. In den folgenden Jahren trat die Diakonissenanstalt mit ihrem Bestreben, ein evangelischer Orden zu werden, immer mehr in die Isolation auch zur evangelischen Landeskirche. Erst unter dem 1958 neu eingeführten Rektor Hans Kircheis öffnete sich die Diakonissenanstalt wieder, der Ordensgedanke wurde im Hinblick auf die Hauptaufgabe des diakonischen Einsatzes der Schwestern aufgehoben. In der Folge der Öffnung gegenüber Landeskirche und Öffentlichkeit erfolgte auch der Wiederaufbau der Diakonissenanstalt. Das erste Vorhaben war ab 1961 der Wiederaufbau der Kirche, der 1962 abgeschlossen wurde. Es folgte der Wiederaufbau des Krankenhauses in mehreren Etappen (1965–1967, 1974–1980, 1991, 1998).

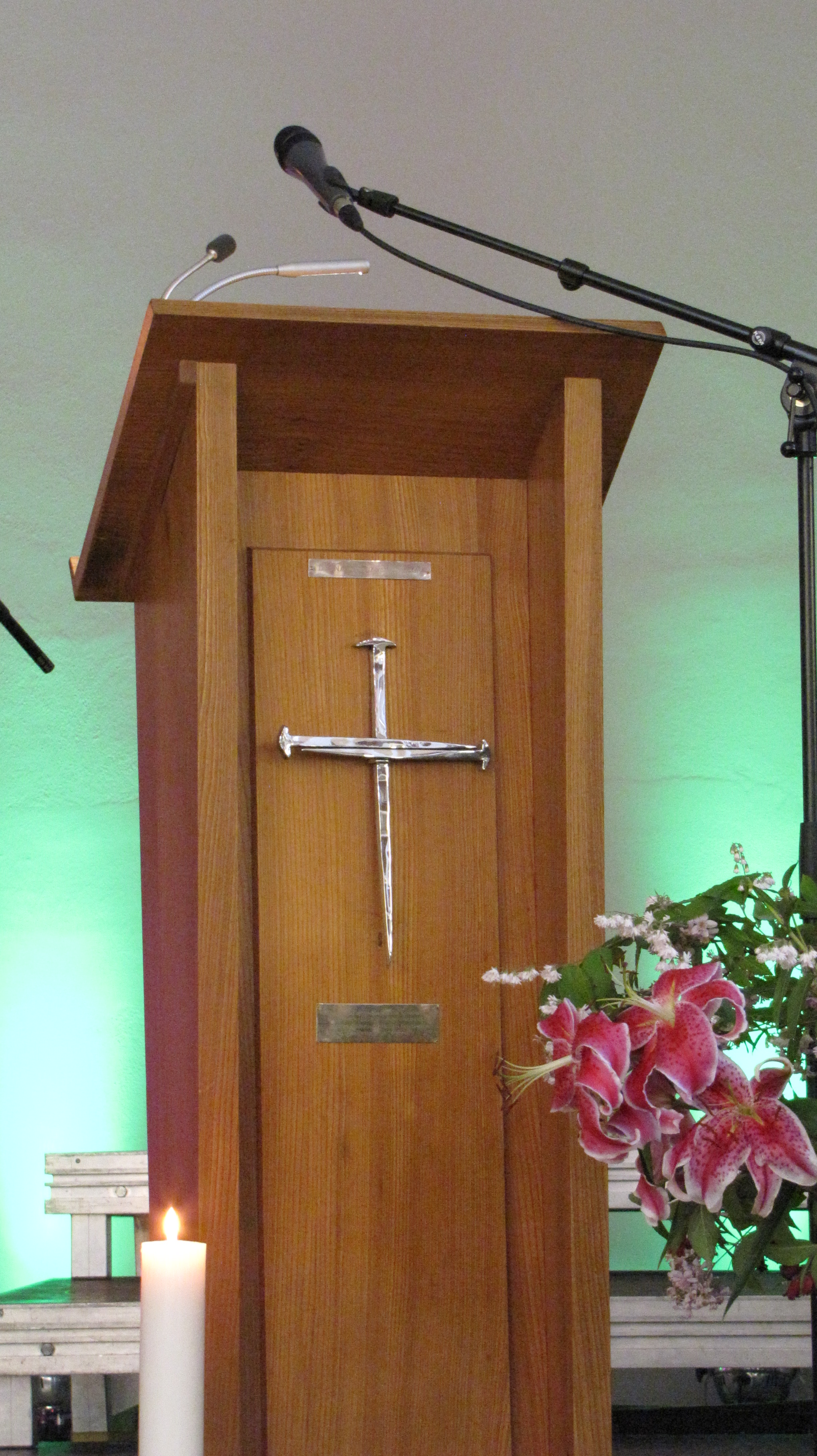
Nagelkreuz

Von besonderer Bedeutung war dabei die Beteiligung einer Gruppe von Freiwilligen aus Coventry, die in einem mehrmonatigen Aufenthalt 1965 dabei halfen, einen Teil des Krankenhauses wieder aufzubauen. Das Coventry-Dresden-Projekt war auf Anregung von Richard Crossman vom Dompropst von Coventry Williams mit Hilfe von Aktion Sühnezeichen und der Diakonissengemeinschaft organisiert worden. Daran erinnert das Nagelkreuz von Coventry in der Diakonissenhauskirche, das Propst Williams am 9. September 1965 überreichte.
In den 1980er-Jahren nahm die Zahl der Diakonissen soweit ab, dass es nicht mehr möglich war, den Dienst in den Gemeindestationen (Diakonissen waren auch außerhalb des Krankenhauses in der Gemeindepflege eingesetzt) wie bisher erfolgt, weiterzuführen. Nach und nach mussten daher die Gemeindestationen aufgegeben werden. Nach der politischen Wende 1989/90 erfolgten Renovierungsmaßnahmen an der Kirche und Modernisierungsmaßnahmen im Krankenhaus. Anlässlich des 150-jährigen Bestehens der Diakonissenanstalt entstand 1994 ein neues Logo, das seitdem unter dem Motto Zuwendung – unser Leben unter anderem an den Gebäuden der Anstalt zu finden ist. Ende der 1990er-Jahre plante die Diakonissenanstalt eine Erweiterung ihrer altersgerechten Wohnräume im Zuge der Altenpflege. Ein für den Bau neuer Wohnungen erworbenes Grundstück brachte die Anstalt in Zahlungsschwierigkeiten und in der Folge kurz vor die Insolvenz. Infolgedessen wurde 1998 der Verein „Diakonissenschwesternschaft Dresden e. V.“ gegründet, der die Diakonissenschwesternschaft juristisch selbstständig werden ließ. Deren Vermögen war bis dahin Bestandteil der Anstalt gewesen. Die drohende Insolvenz konnte bis 2000 abgewendet werden. Das Elbhochwasser 2002 überflutete rund 50 % des Geländes der Anstalt. Die anschließenden Renovierungsarbeiten dauerten bis 2004.
Das Mutterhaus untergliedert sich heute in die:
- Diakonissenschwesternschaft: Die Diakonissen stellen ihr Leben in den Dienst Gottes und bleiben unverheiratet. Sie tragen die traditionelle Schwesterntracht, also ein blaues Kleid mit weißer Haube oder ein blaues Kostüm.
- Diakonische Schwestern- und Bruderschaft: Sie versteht sich als Dienstgruppe. Seit 1982 nennt sich die Diakonische Schwesternschaft „Diakonische Schwestern- und Bruderschaft“, da zu dem Zeitpunkt zwei Krankenpfleger als Brüder aufgenommen wurden.[21]
- Evangelische Mitarbeitergruppe: Sie entstand aus der Mitarbeiterschaft der Diakonissenanstalt.

Jede Gruppe hat unterschiedliche Lebens- und Dienstformen und eine unterschiedliche rechtliche Stellung innerhalb der Diakonissenanstalt.

## Gebäude

### Krankenhaus

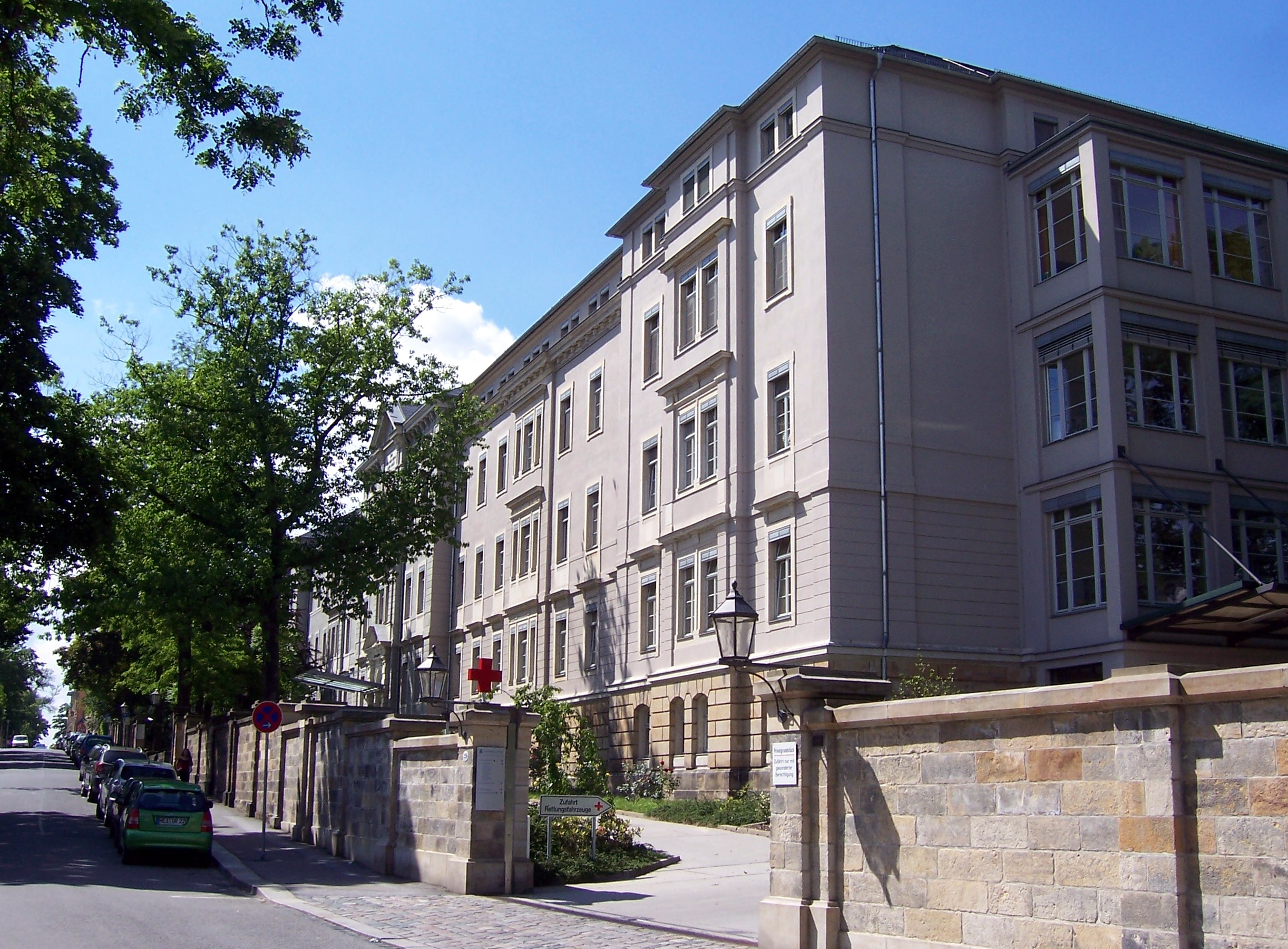
Einfahrt zur Notaufnahme und Blick auf das Krankenhaus der Diakonissenanstalt

Am 6. Oktober 1890 war Baubeginn für ein neues Krankenhausgebäude, das am 13. Oktober 1893 eröffnet wurde. Das Krankenhaus verfügte damals über 200 Betten. Bei weiteren Umbauten wurden Schwesternwohnungen und ein Isolierhaus für Patienten mit ansteckenden Krankheiten gebaut. Im Jahr 1912 erfolgte mit dem sogenannten „Gartenhaus“ ein Erweiterungsbau für eine medizinische und chirurgische Abteilung, Abteilungen für Augen-, HNO- und Frauenkrankheiten sowie eine Röntgenabteilung.
Bei den Luftangriffen auf Dresden 1945 wurden 60 % des Diakonissenkrankenhauses zerstört, das Krankenhaus konnte nur noch auf 45 Betten zurückgreifen. Ein Wiederaufbau erfolgte aufgrund der zögerlichen Haltung und den Isolationsbestrebungen der Anstaltsleitung erst in den 1960er-Jahren. Im September 1965 wurde die Diakonissenanstalt das 36. Mitglied der Nagelkreuzgemeinschaft von Coventry. Zu diesem Zeitpunkt hatte der Wiederaufbau des ersten Teilstückes des zerstörten Krankenhauses, das 152 Betten fasste, gerade begonnen. Wesentlich unterstützt wurde die Diakonissenanstalt dabei von freiwilligen Christen der Coventry Cathedral und Mitgliedern evangelischer Gemeinden der DDR, die sich im Rahmen der Aktion Sühnezeichen am Wiederaufbau beteiligten. Der Grundstein zum Krankenhausbau wurde am 30. September 1965 gelegt, am 3. September 1967 erfolgte die Einweihung des Neubauteils, der Platz für 48 zusätzliche Krankenhausbetten bot. Das Nagelkreuz von Coventry als Zeichen der Versöhnung befindet sich heute in der Kirche der Diakonissenanstalt.
Der Wiederaufbau des zweiten Ruinenteils des Krankenhauses wurde ab 1974 unter anderem durch den Verkauf des anstaltseigenen Krankenhauses in Radebeul finanziert und 1980 beendet. Das Haus verfügte nun über 230 Krankenhausbetten. Das „Gartenhaus“ als letzter zerstörter Krankenhausteil wurde 1991 eingeweiht und bot Platz für 35 Betten. Ein letzter Erweiterungsbau mit Funktions- und Operationsräumen sowie zwei Pflegestationen wurde 1998 fertiggestellt. Das Diakonissenkrankenhaus hat heute den Status eines Regelkrankenhauses. Es hat eine medizinische, chirurgische und gynäkologisch-geburtshilfliche Klinik und engagiert sich auch in der Suchtbehandlung. Seit 1983 verfügte die Abteilung Innere Medizin über bis zu acht Betten, die für alkoholabhängige Patienten reserviert waren. In Zusammenarbeit mit dem Diakonenhaus Moritzburg entstand in den 1990er-Jahren die evangelische Fachklinik Heidehof in Weinböhla, die als moderne Klinik Suchtkranke behandelt und 1998 eröffnet wurde. Die Hauptverantwortung für den Betrieb trägt das Diakonenhaus Moritzburg.

### Diakonissenhauskirche

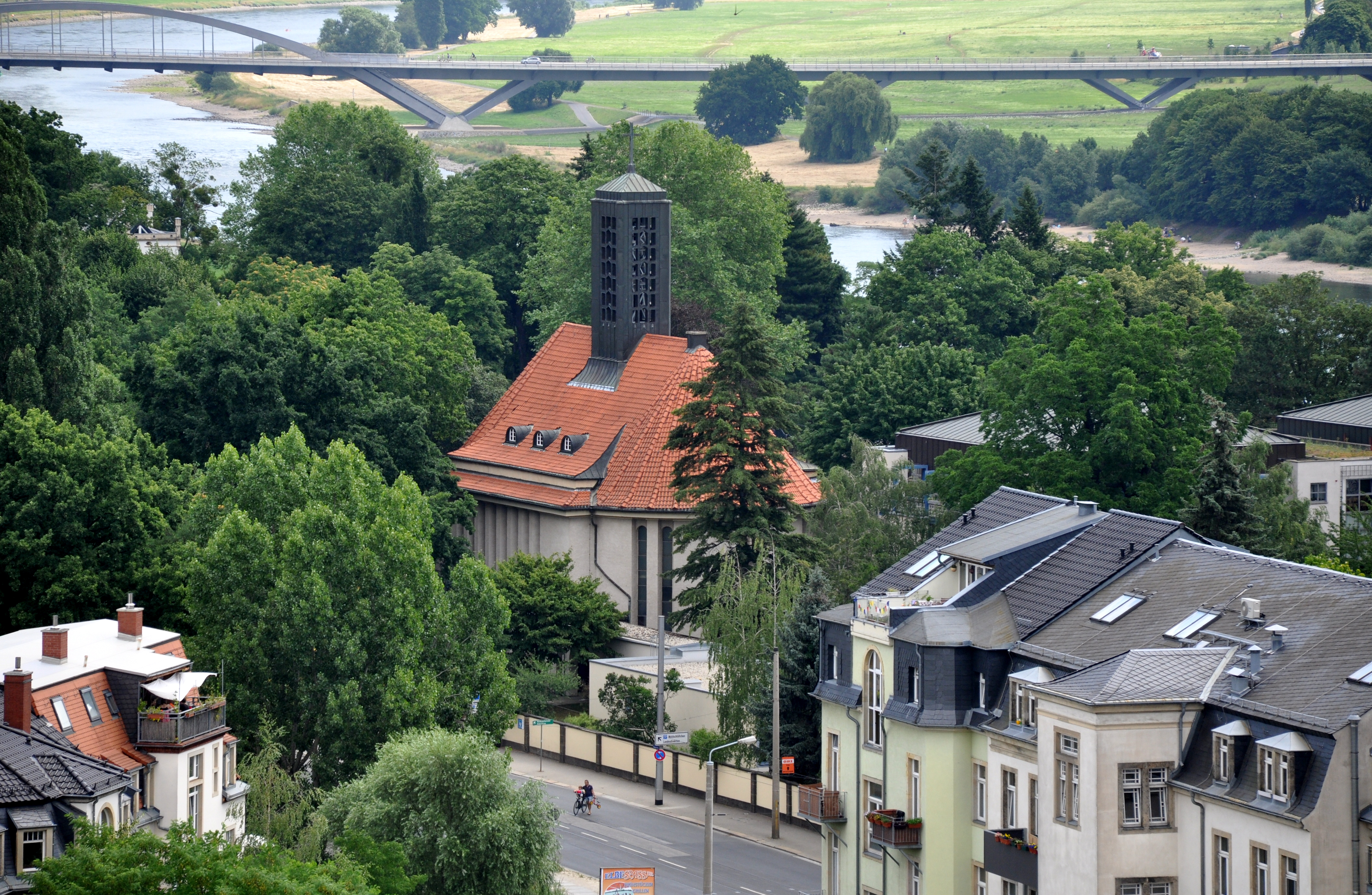
Diakonissenhauskirche der Diakonissenanstalt Dresden

Die erste Diakonissenhauskirche entstand von 1856 bis 1857. Der Bau wurde maßgeblich vom Grafen Einsiedel gefördert. Die Kirche war dabei kein allein stehendes Gebäude, sondern nutzte einen Raum im Turmhaus, das sich heute neben der Zentralküche und dem Speisesaal befindet. Von 1928 bis 1929 wurde durch Lossow & Kühne eine neue Anstaltskirche errichtet. Die Glasreliefs der „letzte[n] kleine[n] Blüte des Jugendstils“ schuf Oskar Fritz Beier.
Im Zweiten Weltkrieg wurde die Diakonissenhauskirche wie weite Teile der Diakonissenanstalt zerstört. Nach langer Stagnation begann die Anstalt in den 1960er-Jahren mit dem Wiederaufbau der zerstörten Gebäude.
Das erste Gebäude, das so wiedererrichtet wurde, war die ausgebrannte Diakonissenhauskirche. Im Jahr 1961 begann Oswin Hempel mit dem Bau, der am 30. September 1962 geweiht wurde. Das Apsisbild der Kirche, Das Heilige Mahl, stammt von Paul Sinkwitz. Die Orgel stammt aus dem Jahr 1973, wurde erbaut von Alexander Schuke Potsdam Orgelbau und hat 32 Register, verteilt auf zwei Manuale und Pedal.
Heute dient die Kirche auch als Ort für Konzerte, eine Tradition, die maßgeblich Friedrich Kircheis initiierte, der von 1971 bis 2005 als Organist und Kantor der Diakonissenhauskirche tätig war.

### Kindergarten
Im Jahr 1868 eröffnete die Diakonissenanstalt ihre erste christliche Kinderschule. Die Leitung der Einrichtung übernahm die Erzieherin und Diakonisse Minna Reichelt. Im Jahr 1939 wurde nach zahlreichen Standortwechseln die Holzhofgasse 4 als noch heute genutzte Adresse des Kindergartens gewählt. Die Kinder kamen zunächst in einer Baracke unter. Die Arbeit im Kindergarten wurde 1940 verboten und 1941 von der Nationalsozialistischen Volkswohlfahrt übernommen. Unmittelbar nach Kriegsende nahm die Diakonissenanstalt den Kindergarten wieder in seinen Betrieb auf. Das neue Haupthaus der Kindertagesstätte wurde 1953 aus Fertigteilen errichtet. Im Jahr 1973 erhielt der Kindergarten zusätzlich eine Fördertagesstätte für Kinder mit Behinderungen. Im Jahr 1998 erfolgte die Sanierung des Kindergartens, der sich heute als Integrationskindergarten das Grundstück mit einer Behindertenwerkstatt der Anstalt teilt. Zudem wurde 1998 auch ein Gebäude für die Frühförderung behinderter Kinder errichtet.

### Altenpflege

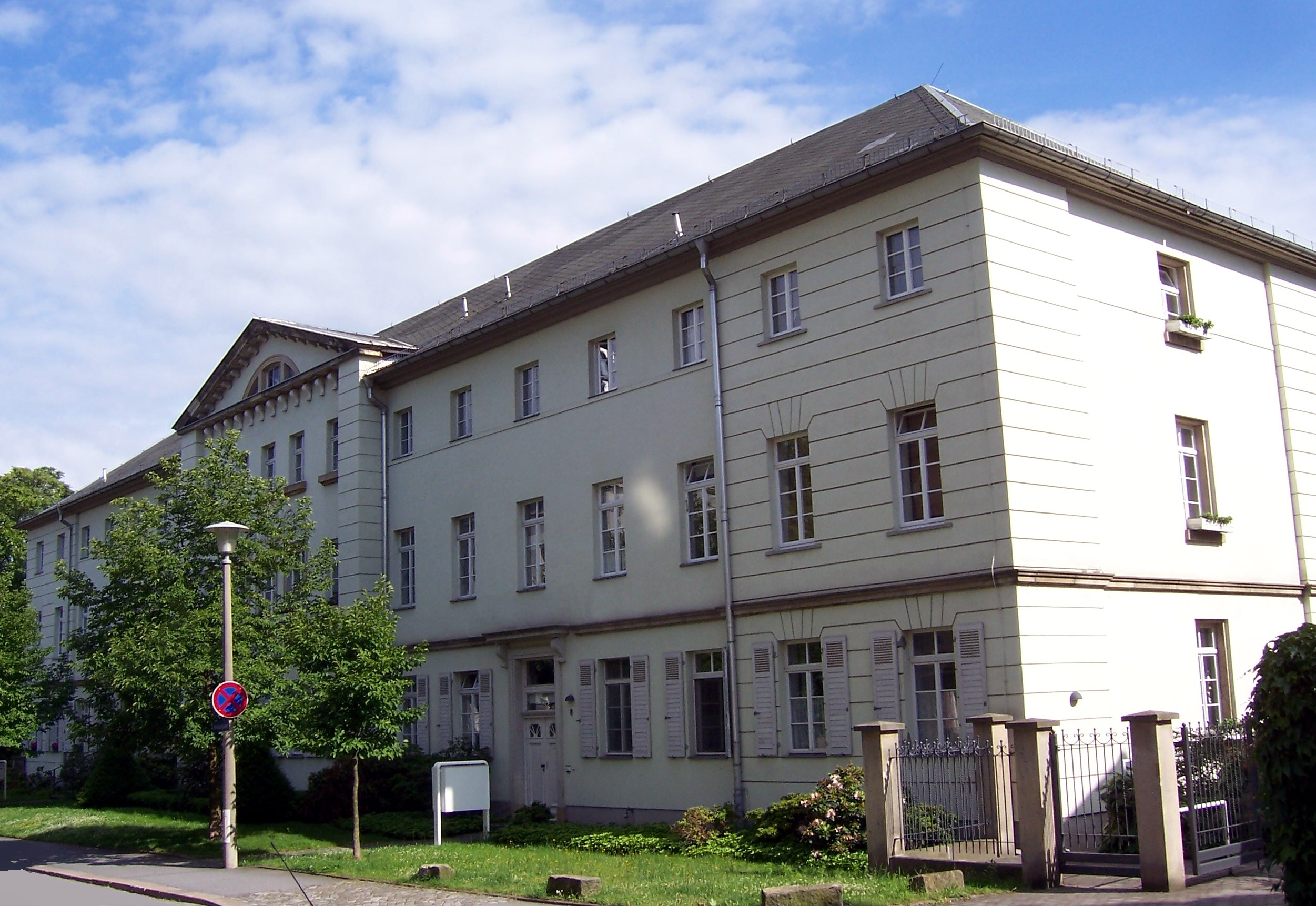
Schwanenhaus

Das Schwanenhaus ist ein langgestreckter klassizistischer Bau mit Schwanenschmuck am Mittelgiebel auf dem Grundstück Holzhofgasse 8/10. Woldemar Hermann errichtete es 1826/1827 als ursprünglich zweigeschossigen Bau im Auftrag des Professors für französische Sprache Frédéric de Villers im ehemaligen Coselschen Garten.

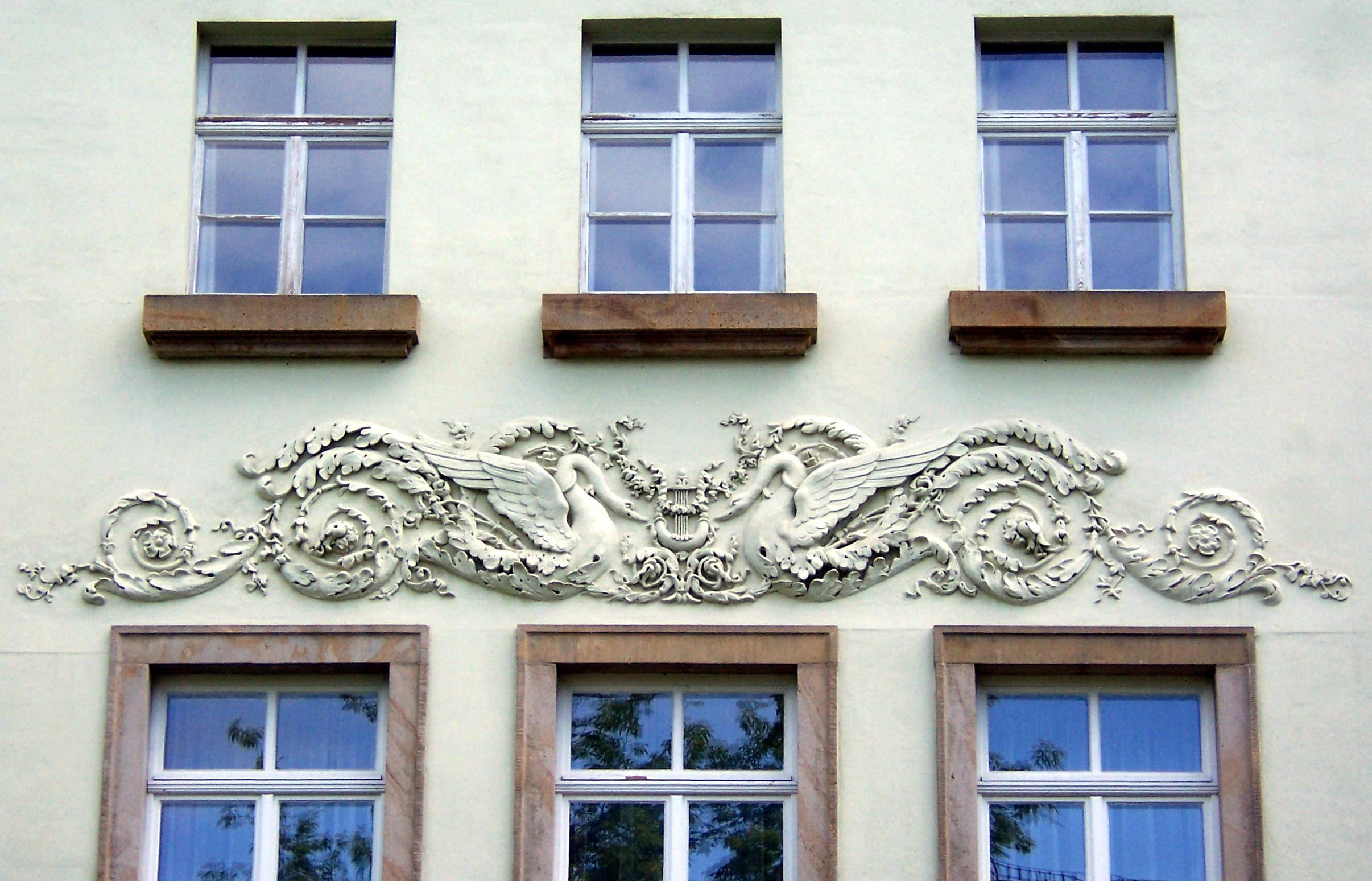
Fassadendetail des Schwanenhauses

Das Schwanenhaus diente als Mietshaus für acht Familien. Die Diakonissenanstalt erwarb es 1928 und nutzte es als Altersheim für Diakonissen. Im Jahr 1945 brannte es wie zahlreiche weitere Gebäude der Anstalt aus. Zu Beginn der 1980er-Jahre wurde noch über einen Abriss des verfallenen Gebäudes beraten. Man entschied sich schließlich für einen Wiederaufbau der Ruine, der von 1986 bis 1990 im historischen Stil erfolgte. Im Schwanenhaus befindet sich heute das „Altenzentrum“. Auf dem Gelände entstand zeitgleich ein Neubau, in dem heute das Altenpflegeheim der Anstalt untergebracht ist. Im Kellergeschoss entstand eine Behindertenwerkstatt, die 1996 in einen Neubau der Architekten Hillebrand und von Below in Weißig zog.
Auch das Wasserpalais auf Cosel (auch „Kuppelvilla“ genannt) baute Woldemar Hermann für de Villers. Es wurde im Zweiten Weltkrieg zerstört und nicht wieder aufgebaut. Die Diakonissenanstalt hatte die Villa ab 1927 als Krankenpflegeschule genutzt. Im Jahr 1927 wurde die Krankenpflegeschule der Anstalt staatlich anerkannt, das heißt Krankenpflegerinnen durchliefen staatliche Prüfungen und erhielten offizielle Abschlüsse. Am ersten Lehrgang nahmen zehn Schwestern teil. Die Ausbildung zur Krankenpflegerin dauert heute durchschnittlich drei Jahre. Während die Ausbildung zu DDR-Zeiten an eine staatliche Fachschule gebunden war, ist sie seit 1990 wieder eigenständig.

### Paramentenwerkstatt
Im Jahr 1866 gegründet, geht die Paramentenwerkstatt auf die Initiative der Oberin Julie Vitztum von Eckstädt zurück, die 1866 an einem Paramententag des 1862 gegründeten Niedersächsischen Paramentenvereins im Kloster St. Marienberg teilnahm. Am 16. November 1866 wurde der Paramentenverein im Dresdner Mutterhaus gegründet. Zu Beginn stickten hier Schwestern unter anderem Altarbehänge nach Entwürfen des Malers Eugen Beck. Nach zunehmender Nachfrage und Aufträgen aus Kirchgemeinden wurde aus dem Verein die „Paramentenstickerei“. Mit ihren Paramenten waren die Dresdner Schwestern unter anderem auf Kunstgewerbe- und Baufachausstellungen in den Jahren 1893, 1906 und 1913 vertreten. Im Jahr 1927 änderten sich Motive und Materialien unter dem Einfluss des Schriftkünstlers Rudolf Koch. Statt Seiden- und Goldstickereien auf Tuch und Damast wurden nun handgewebte Materialien eingefärbt, es entstanden Pult- und Kanzelbehänge. Neue Impulse gab in den 1960er-Jahren Paul Sinkwitz, der in dieser Zeit auch mehrere Gemälde für die Diakonissenanstalt schuf.
Die Werkstatt wurde 2000 aus wirtschaftlichen Gründen geschlossen.

### Hostienbäckerei

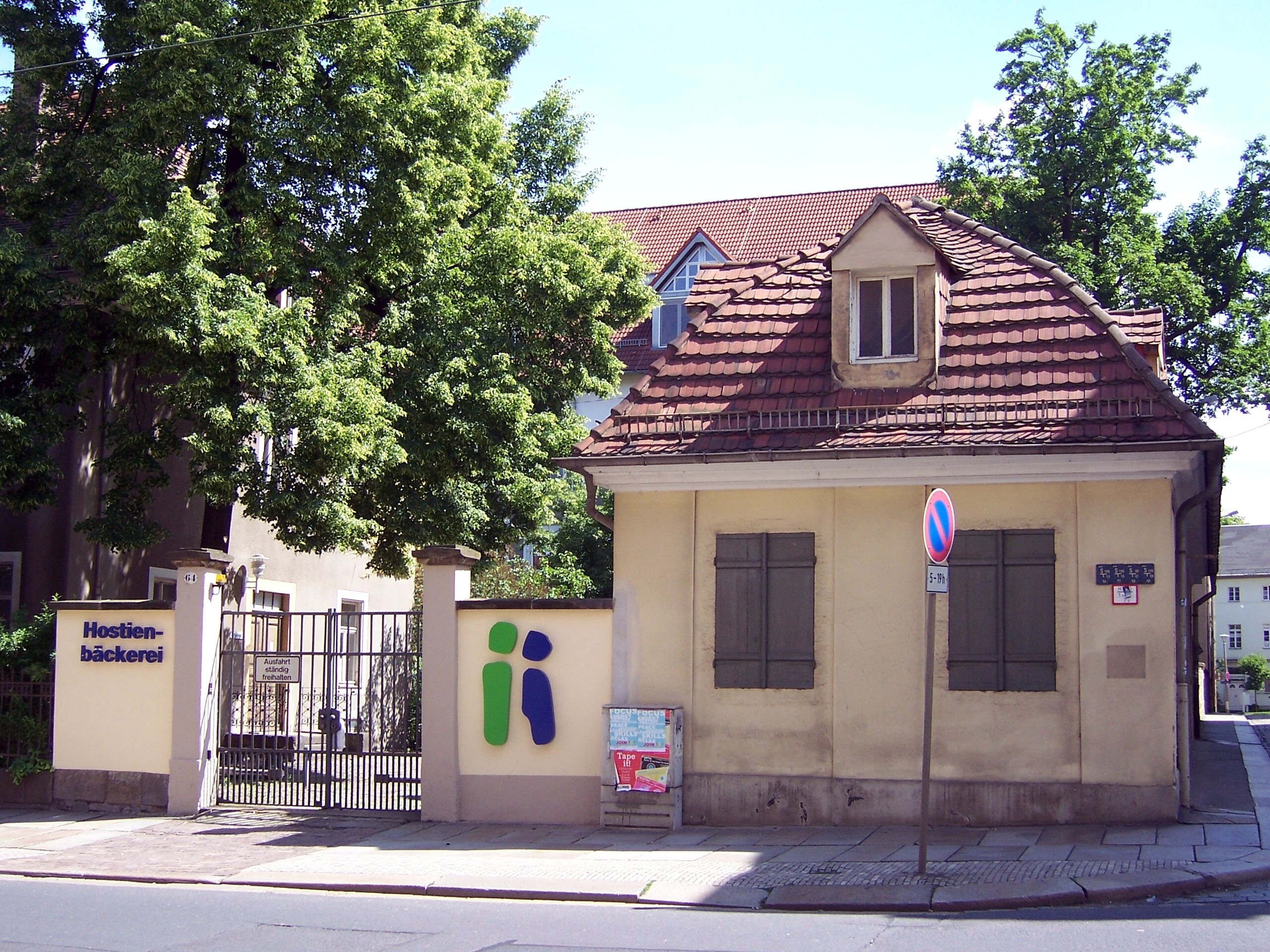
Hostienbäckerei

Die Diakonissenanstalt besitzt die einzige Hostienbäckerei Sachsens. Seit 1866 werden hier Hostien für den evangelischen Gottesdienst gebacken. Im Jahr 1945 zählte die Hostienbäckerei zu den wenigen Gebäuden, die kaum beschädigt wurden und bereits 1945 wieder ihren Dienst aufnahmen.
Im Jahr produziert die Bäckerei heute etwa 1,25 Millionen Hostien. Neben den gewöhnlichen Hostien für das Abendmahl fertigt die Bäckerei auch größere Schau- oder Zelebrationshostien für die Pfarrer. Einzelne Hostien tragen entweder das Christusmonogramm, ein Kruzifix oder ein Osterlamm. Neuere Brothostien sind ungeprägt. Durchschnittlich sind fünf Mitarbeiterinnen in der Hostienbäckerei beschäftigt. Die Hostienbäckerei fertigt die Oblaten nicht nur für die Gottesdienste der Diakonissenhauskirche, sondern versorgt gleichzeitig zahlreiche evangelische Kirchgemeinden in Sachsen. Bis 1939 erhielten sogar evangelische Gemeinden in Kanada und Südafrika Hostien der Bäckerei der Diakonissenhausanstalt.

### Schmetterlingshaus
Da die Diakonissen seit 1945 in unzureichenden Räumen auf dem Gelände der Diakonissenanstalt verstreut wohnten, wurde das Schmetterlingshaus am Diakonissenweg als gemeinsames Schwesternhaus errichtet und 1997 eingeweiht.

## Diakonissenpulver

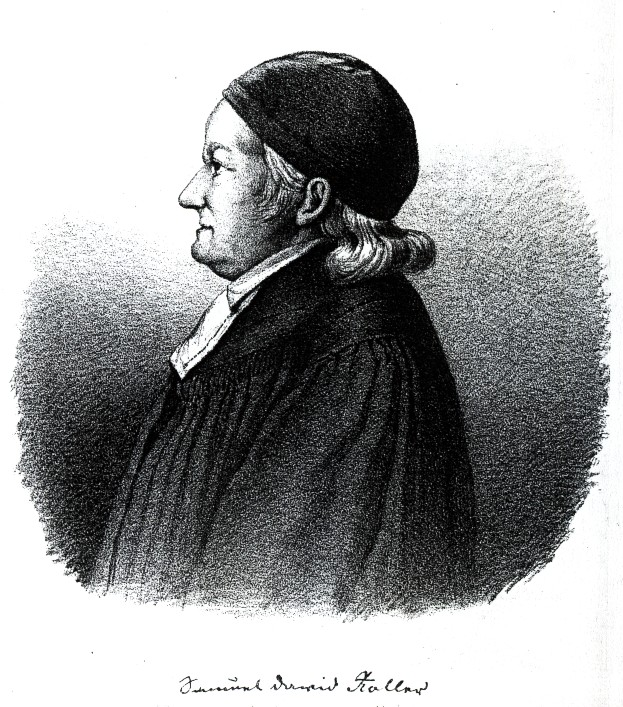
Samuel David Roller, der „Erfinder“ des Diakonissenpulvers

Indirekt auf die Diakonissenanstalt in Dresden geht das bis um 1900 gebräuchliche Hausmittel „Diakonissenpulver“ zurück. Dem Lausaer Pastor Samuel David Roller war von einem Reisenden ein wirksames Mittel gegen die epileptischen Anfälle seines Bruders genannt worden: Die Elster würde das Böse bannen. Man müsse sie erlegen, „danach werde dieselbe im Backofen verkohlt und zu Pulver zerstoßen. Von dem Pulver müsse man alle Morgen nüchtern eine kleine Messerspitze trocken oder in Wasser nehmen, dabei ohne Wandel leben, nicht tanzen und nicht über den Durst trinken: so werden man die Krankheit bald vermissen.“ Ein Versuch Rollers zeigte angeblich Wirkung und die ungewöhnliche Behandlung sprach sich zuerst im Dorf und später bis nach Königsberg und Wien herum. Aus Thüringen, dem Harz und Schlesien wurden ihm sogar Elstern geschickt, woraufhin nach Beobachtungen von Christian Ludwig Brehm sogar die Elsterpopulationen in diesen Gegenden kurz vor dem Aussterben standen. Nach dem Tod Rollers im Jahr 1850 erhielt die Diakonissenanstalt zu Dresden die genaue Rezeptur des Mittels und verkaufte sie zuerst als „heilsame, mit gläubigen Gebeten zu Gott einzunehmenden Rollerschen Pulver“ und später noch bis zur Jahrhundertwende als „Diakonissenpulver“. Es sollte gegen „Epilepsie, St. Veitstanz, Starr-, Lach-, Wein- und hysterische Krämpfe, sowie auch gegen Magen- und Brustkrampf“ wirksam sein. Hans Magnus Enzensberger erwähnt den Mythos des Diakonissenpulvers 1967 im Gedicht Mehrere Elstern.

## Bedeutende Mitarbeiter
- Friedrich Moritz Heymann (1828–1870), Augenarzt, Mitglied der Gesellschaft für Natur- und Heilkunde, von 1852 bis zu seinem Tod Augenarzt an der Diakonissenanstalt[40]
- Minna Reichelt (1842–1906), ab 1867 Diakonisse
- Luise Denneberg (1906–1976), 1941–1971 Oberin der Diakonissenanstalt[41]
- Gottfried Noth (1905–1971), 1930–1932 Pfarrer der Diakonissenanstalt, 1953 Wahl zum Landesbischof der Evangelisch-Lutherischen Landeskirche Sachsens
- Hans Kircheis (1908–1981), Rektor der Anstalt bis 1976
- Hiltrud Fichte (1925–2016), Diakonisse und Missionarin der Leipziger Mission in Indien für 32 Jahre
- Friedrich Kircheis (1940–2024), 1971–2005 Kantor und Organist der Diakonissenhauskirche
- Erna Walther, Diakonisse, Bundesverdienstkreuzträgerin, Verdienste beim Aufbau des Krankenhauses
- Jan Katzschke (* 1972), 2005–2017 Kantor und Organist der Diakonissenhauskirche

## Eigene Periodika
- Evangelisch-Lutherische Diakonissen-Anstalt: Jahresbericht über die Diakonissen-Anstalt zu Dresden. Dresden 1844–1853.
- Evangelisch-Lutherische Diakonissen-Anstalt (Hrsg.): Bericht der Evangelisch-Lutherischen Diakonissen-Anstalt zu Dresden auf das Jahr …. Rammingsche Buchdruckerei, Dresden 1853–1885.
- Verein für die Evangelisch-Lutherische Diakonissen-Anstalt: Bericht des Vereins für die Evangelisch-Lutherische Diakonissen-Anstalt zu Dresden. Rammingsche Buchdruckerei, Dresden 1886–1913.
- Evangelisch-Lutherische Diakonissen-Anstalt: HausBote. Nachrichten aus der Ev.-Luth. Diakonissenanstalt und ihr verbundener Unternehmen. Ev.-Luth. Diakonissenanstalt, Dresden 2004–heute.
- Evangelisch-Lutherische Diakonissen-Anstalt: Bericht über das Hospital der Diakonissen-Anstalt zu Dresden. Rammingsche Buchdruckerei, Dresden 1868–1892.
- Evangelisch-Lutherische Diakonissen-Anstalt: Bericht über das Krankenhaus der Diakonissen-Anstalt zu Dresden auf das Jahr …. Rammingsche Buchdruckerei, Dresden 1893–1913.
- Evangelisch-Lutherische Diakonissen-Anstalt: Bibellesetafel für das Diakonissenhaus zu Dresden auf das Jahr … Verlag der Diakonissenanstalt, Dresden 1924.

- Kleine Chronik des Diakonissen-Mutterhauses zu Dresden.
- Evangelisch-Lutherische Diakonissen-Anstalt: Kleine Chronik der Ev.-Luth. Diakonissen-Anstalt zu Dresden. Dresden 1887–1841.

- Evangelisch-Lutherische Diakonissen-Anstalt: Nachrichten aus dem Dresdner Diakonissenhause. Dresden 1868–1874.
- Evangelisch-Lutherische Diakonissen-Anstalt: Kurze Nachrichten über die Diakonissen-Anstalt in Dresden. Dresden 1886–1912.